# Smash '70
TTV Smash '70 is een Nederlandse tafeltennisvereniging uit Hattem die in 1970 werd opgericht door Wim de Haas en Roel van Selling en Eildert Delger. Haar hoogste mannenteam speelt sinds de najaarscompetitie van 2008 in de Nederlandse Eredivisie (als Van Wijnen/Smash '70). In mei 2019 werd het mannenteam voor het eerst in de clubhistorie landskampioen.

## Van Wijnen
Het eerste herenteam van Smash '70 noemt zich sinds 2014 Van Wijnen/Smash '70 vanwege een sponsorcontract met Van Wijnen Bouw. Daarvoor heette het tien jaar Bultman/Smash '70. Het speelt in een zaal aan de Eijerdijk, waarnaar verhuisd werd toen de oorspronkelijke ruimte aan de Gasthuissteeg te klein werd voor de club.

## Selectiespelers
De volgende spelers speelden minimaal één wedstrijd voor Smash '70 in de eredivisie:
Mannen:
| - Martin Brinkhoff - Jelle Bosman - Pim de Goede - Gerben Last - Colin Rengers | - Ewout Oostwouder - Martijn de Vries - Jos Verhulst - Boris de Vries (Dutch Butterfly Team) - Viktor Brödd |
|                                                                                | |

Vrouwen:
| - Alice Barendregt - Mariska de Boer-de Haas - Susanne Docter - Britt Eerland | - Marriet Holterman - Simone de Klerk - Karin Sako |